# Église de la Trinité de Calan
L'église de la Trinité est située au bourg de la commune de Calan dans le Morbihan.

## Historique
L'origine de l'édifice est incertaine : attribué aux Templiers[précision nécessaire], il daterait du XIIe siècle. Mention est faite pour la première fois de l'église en 1387, dans les titres de la cathédrale de Vannes. 
On ignore les dates précises d'édification de l'édifice, faute d'archives. La seule date certaine est l'année 1425, date qu'on retrouve gravée sur une sablière de la charpente du chœur.
Lors de l'enquête sur l'état des édifices de l'arrondissement de Lorient, l'intérêt de l'édifice est signalé.
L'église est classée au titre des monuments historiques par arrêté du 25 novembre 1930.

## Architecture et ornements
L'église est en forme de croix latine, surmontée à la croisée par une tour carrée romane terminée par une flèche de charpente, refaite au XIXe siècle. Une galerie court tout le long du mur sud de la nef, de la croisée au pignon ouest. Son extrémité ouest est compartimentée en ossuaires. Elle est supportée par des colonnes de pierre à chapiteaux qui montent jusqu'à la poutre du toit et prennent appui sur un muret. Celui-ci s'ouvre au centre vers la porte sud, de plein cintre.
La nef à trois vaisseaux est couverte de charpente. Elle s'ouvre sur les bas-côtés par des arcades en plein cintre à simple rouleau reposant sur des supports à chapiteaux sculptés qui présentent une alternance de piliers carrés, de colonnes et de piles complexes formées de plusieurs colonnes en faisceau. 
Elle ne porte aujourd'hui pas de traces de baies hautes éclairant la nef. 
La croisée du transept, du XIIe siècle, est remarquable par sa richesse plastique. Le maître d'ouvrage a démultiplié les colonnettes engagées, les consoles et les chapiteaux sculptés sur une base de pile uniforme. Ces piliers composés supportent les grands arcs à triple rouleaux (deux vers l'extérieur de la croisée) dont la stéréotomie parfaite contredit toute idée de maladresse dans la mise en œuvre de ce morceau d’architecture atypique. La croisée est couverte par une plafond de charpente à solives.
Les arcades à colonnettes engagées reliant les croisillons au chevet présentent la même inspiration originale dans le dessin de la face interne des arcs de plein cintre qui présentent une multiplication de tores parallèles. 
On peut retrouver une parenté d'inspiration au niveau de l'animation plastique des supports et la stylisation des sculptures des chapiteaux avec d'autres églises romanes du pays Pourlet (église Saint-Pierre de Ploërdut, Saint-Beheau de Priziac, Saint-Pierre-et-Saint-Paul de Langonnet).

Le chœur à chevet plat (XVe siècle) s'ouvre sur les collatéraux par des arcatures brisées . 

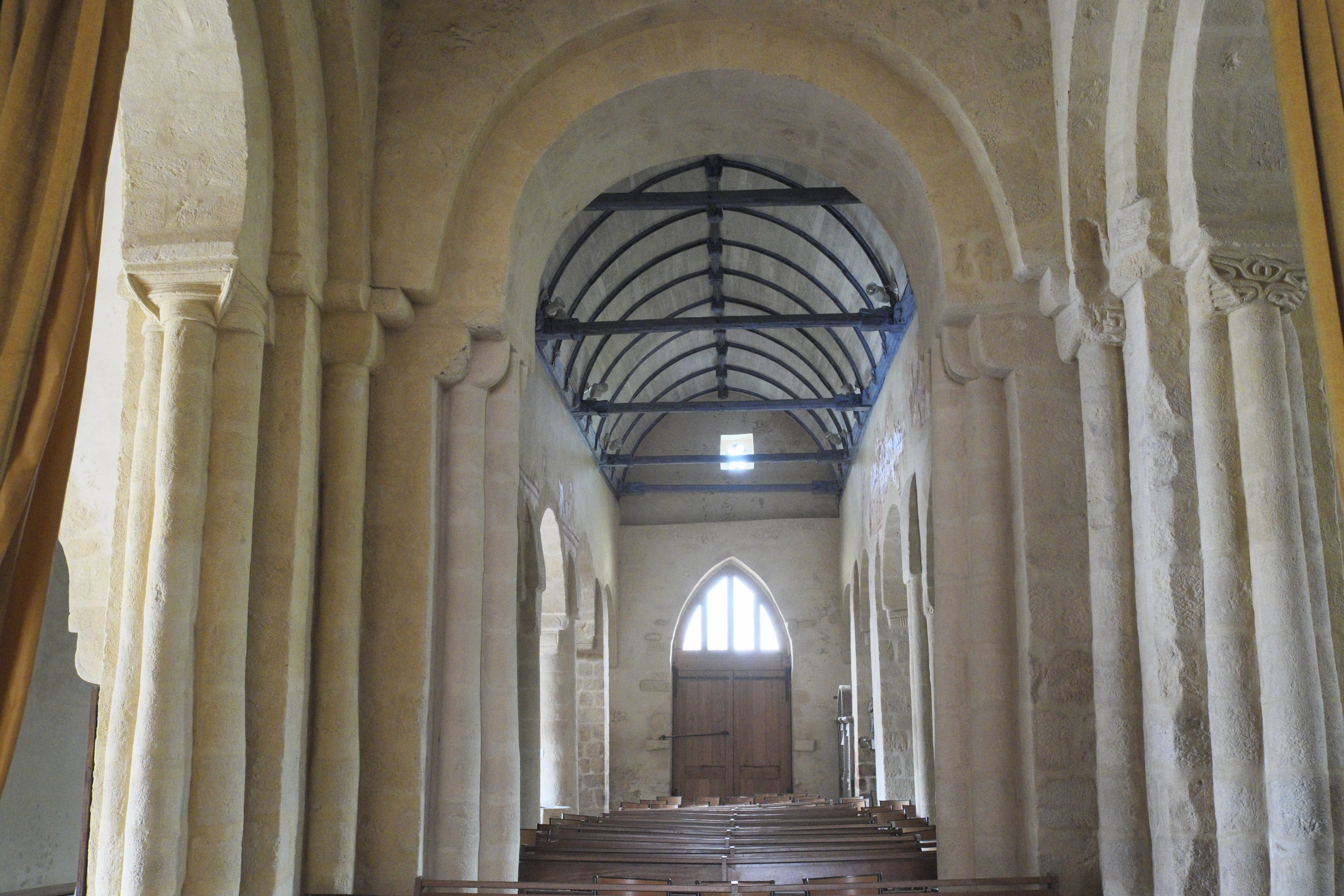
Croisée du transept.
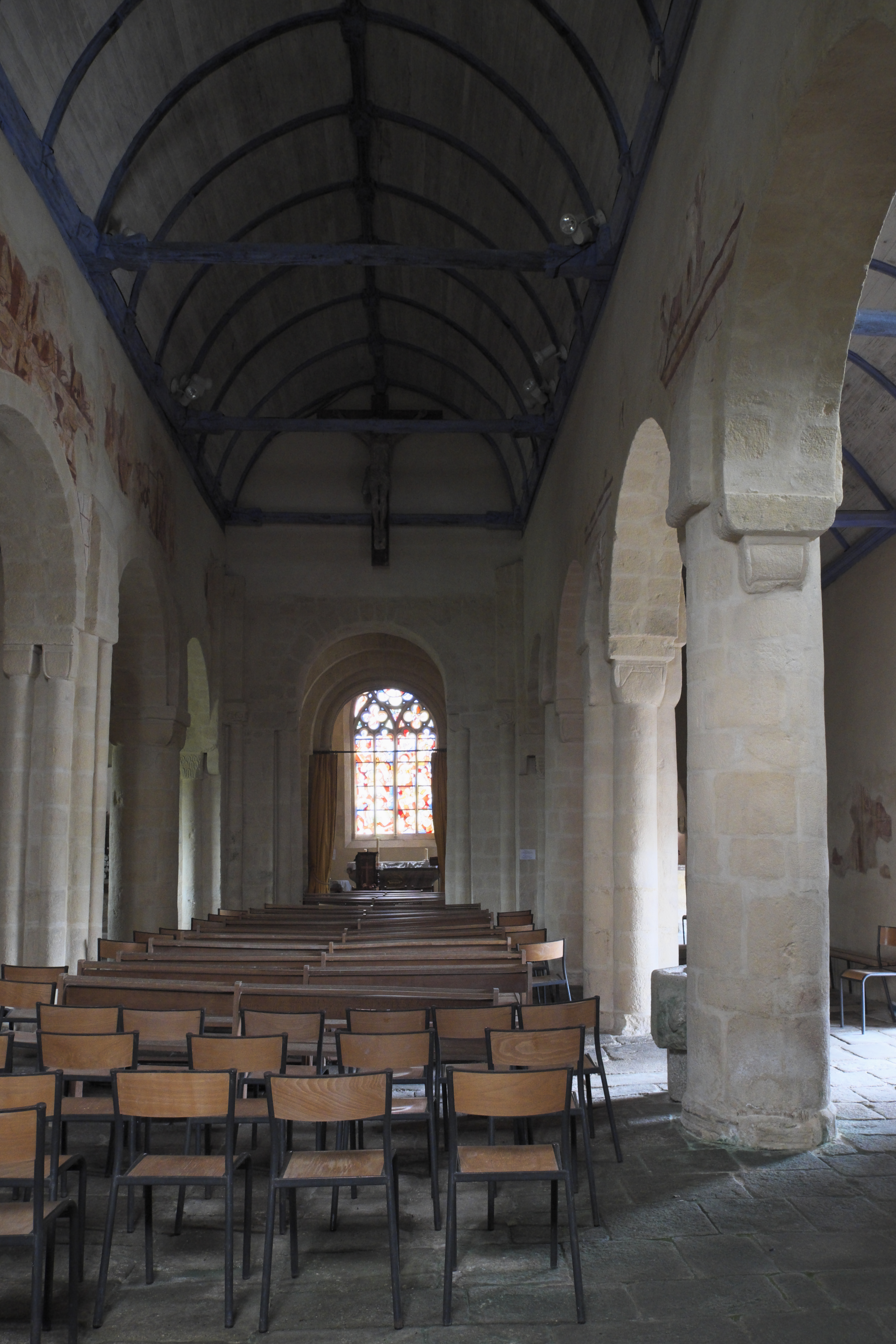
Nef.
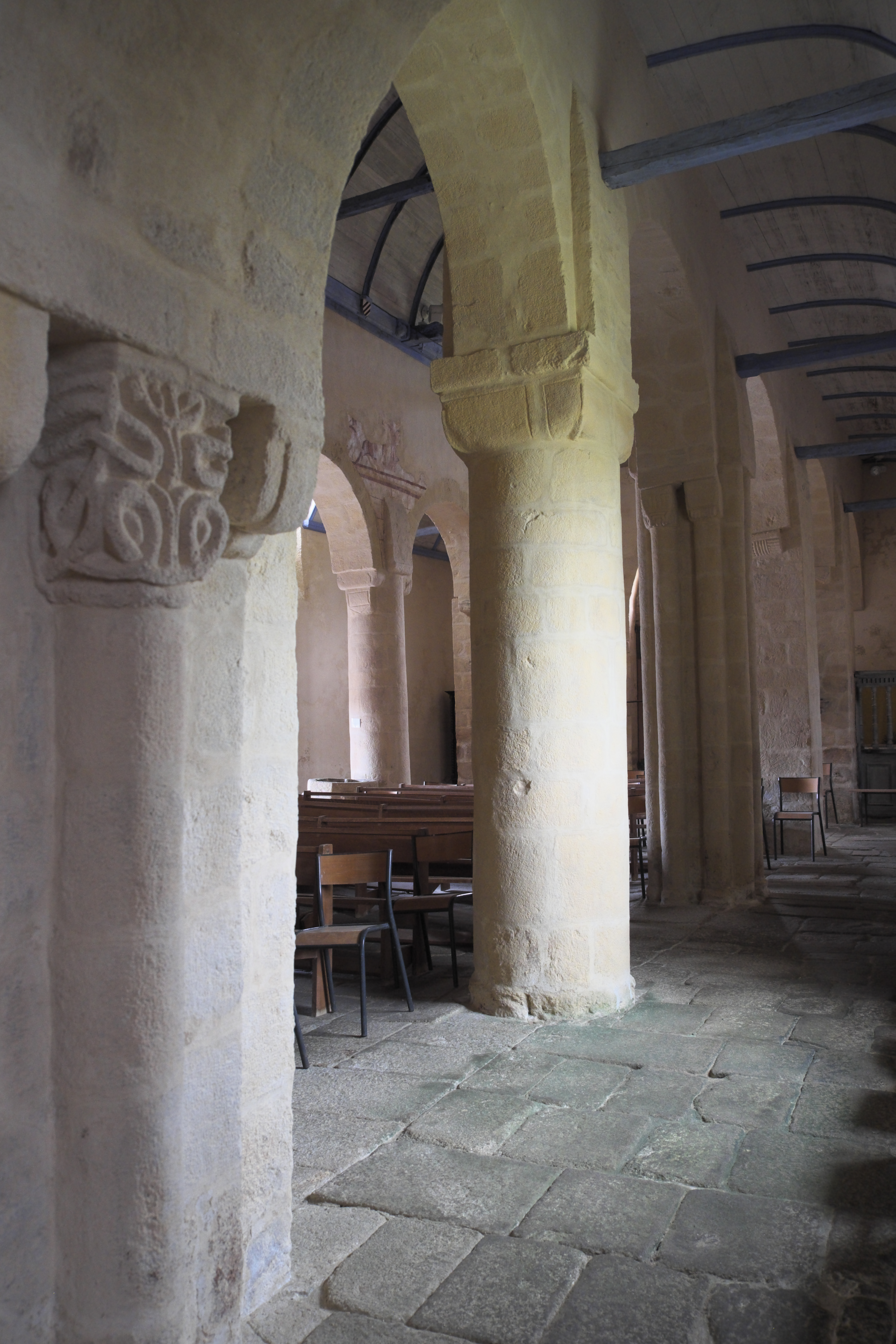
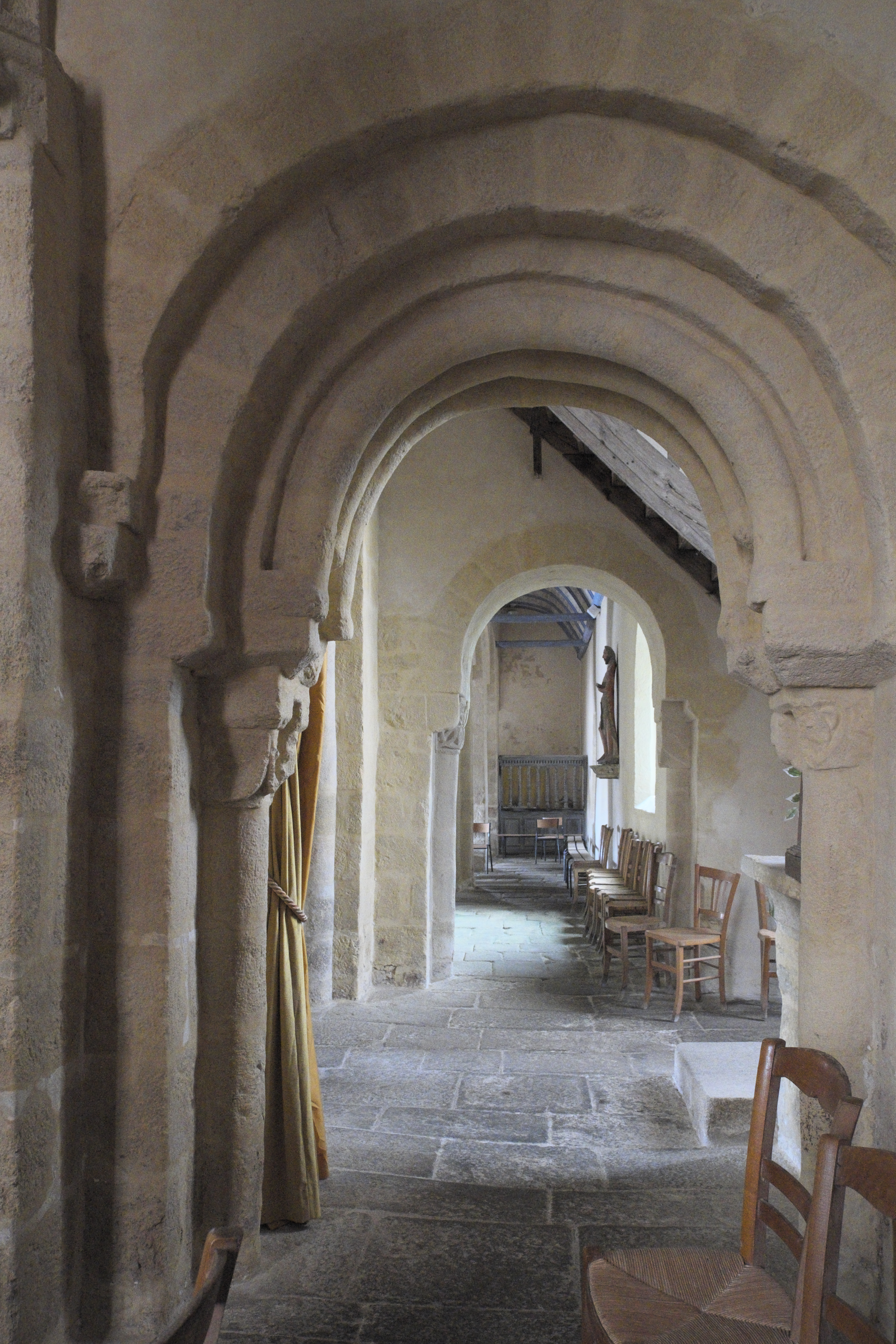

## Ornements
Les chapiteaux romans de la nef et de la croisée constituent une belle série, ornés de motifs végétaux extrêmement stylisés, entrelacs, volutes, motifs géométriques. Ils s'inscrivent dans un courant majeur de la sculpture romane bretonne porté sur l'abstraction géométrique. Si ce répertoire décoratif se retrouve dans d'autres régions (Normandie, nord de l'Île-de-France, Picardie…), il est rare qu'on y privilégie à ce point l'abstraction par rapport à la figuration.
Dans la nef, des fragments de peintures murales romanes sont mis au jour en 1986 : l'Entrée du Christ à Jérusalem au sud, la Cène au nord, et vestige d'une représentation des Damnés sur le mur gouttereau sud.

L'église possède un riche mobilier (statue de Vierge à l'Enfant du XVe siècle, bénitier et bas-relief de l'Annonciation du XVIe siècle, retables, stalles, bannières et pièces d'orfèvrerie du XIXe siècle).

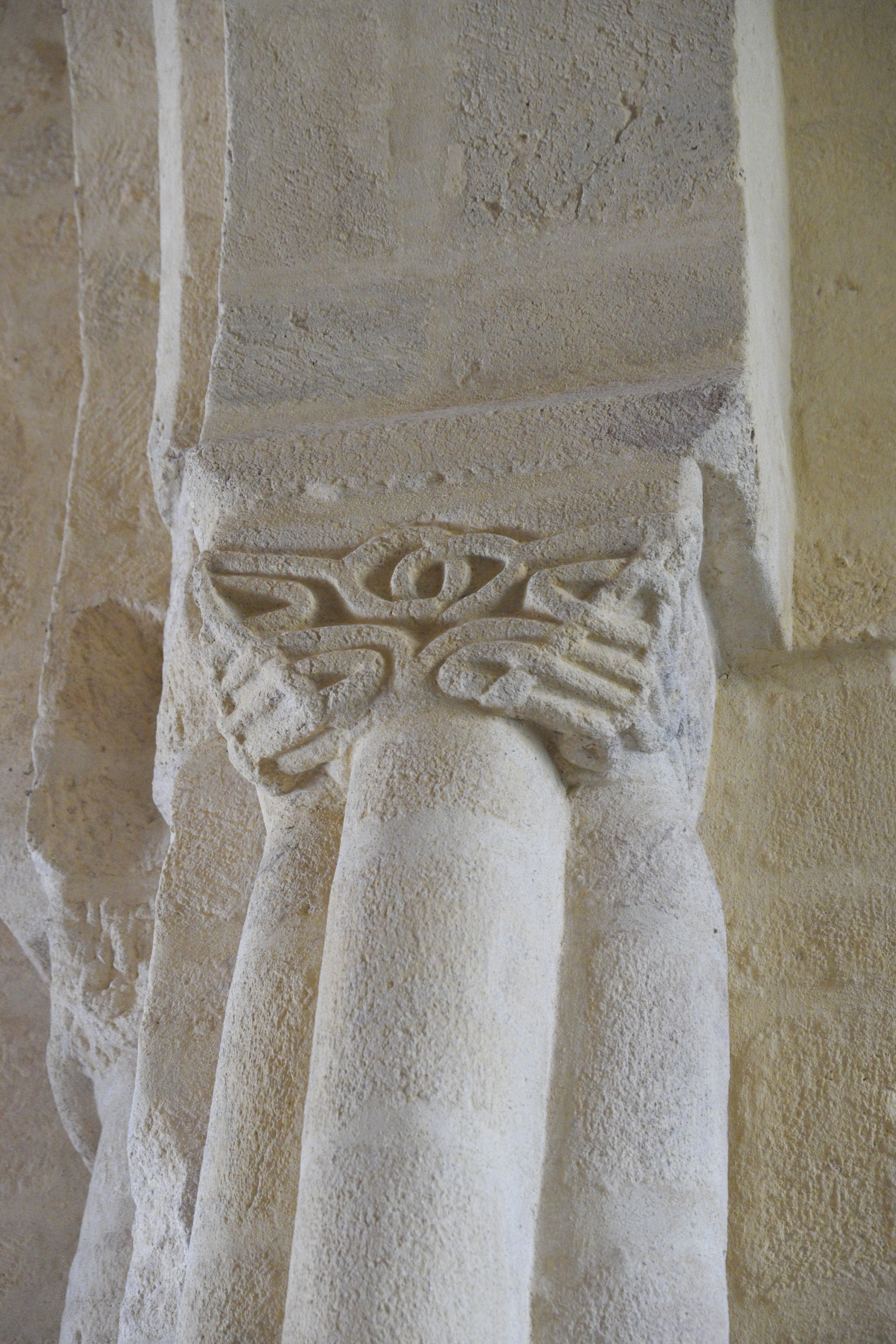
Chapiteau.
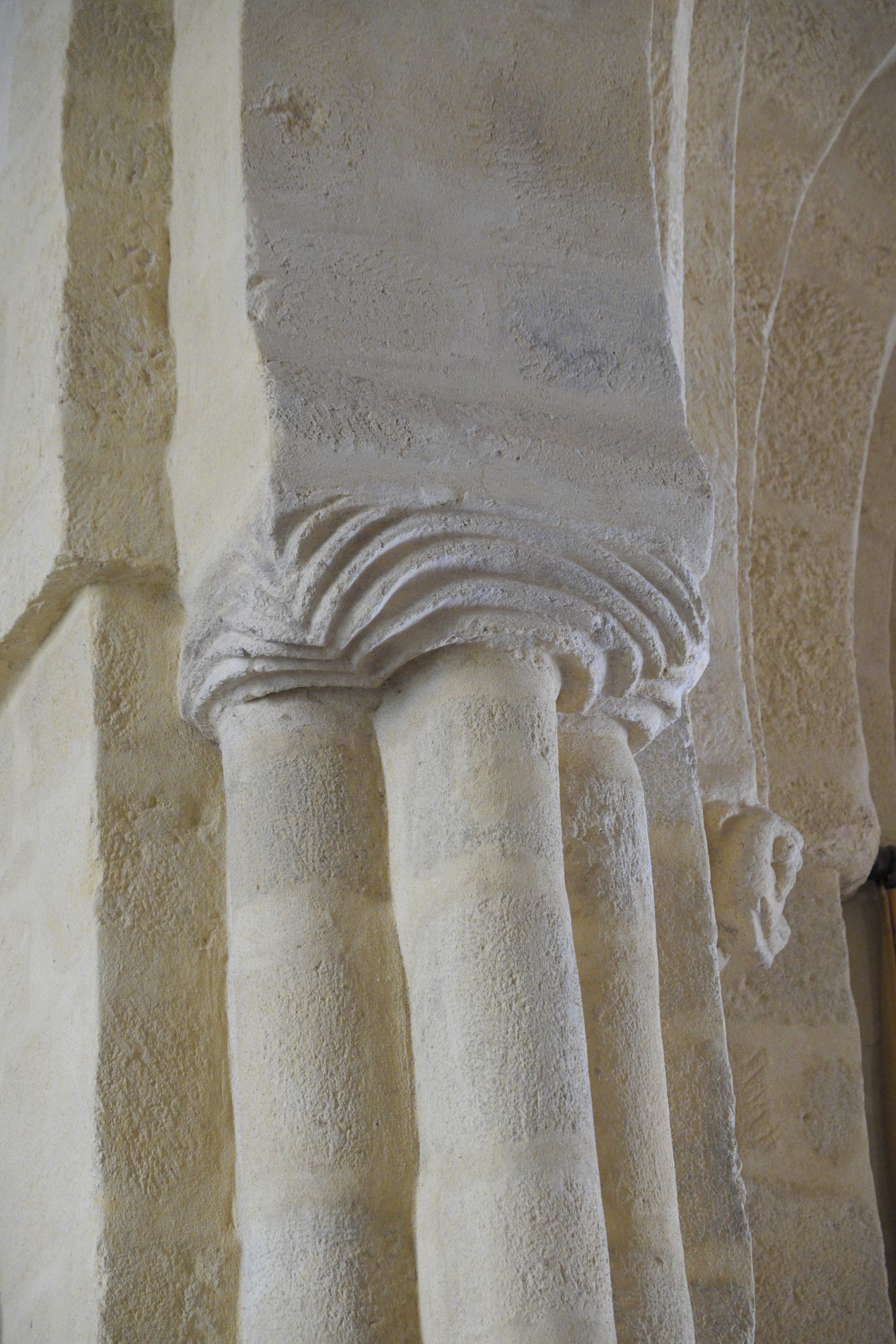
Chapiteau.
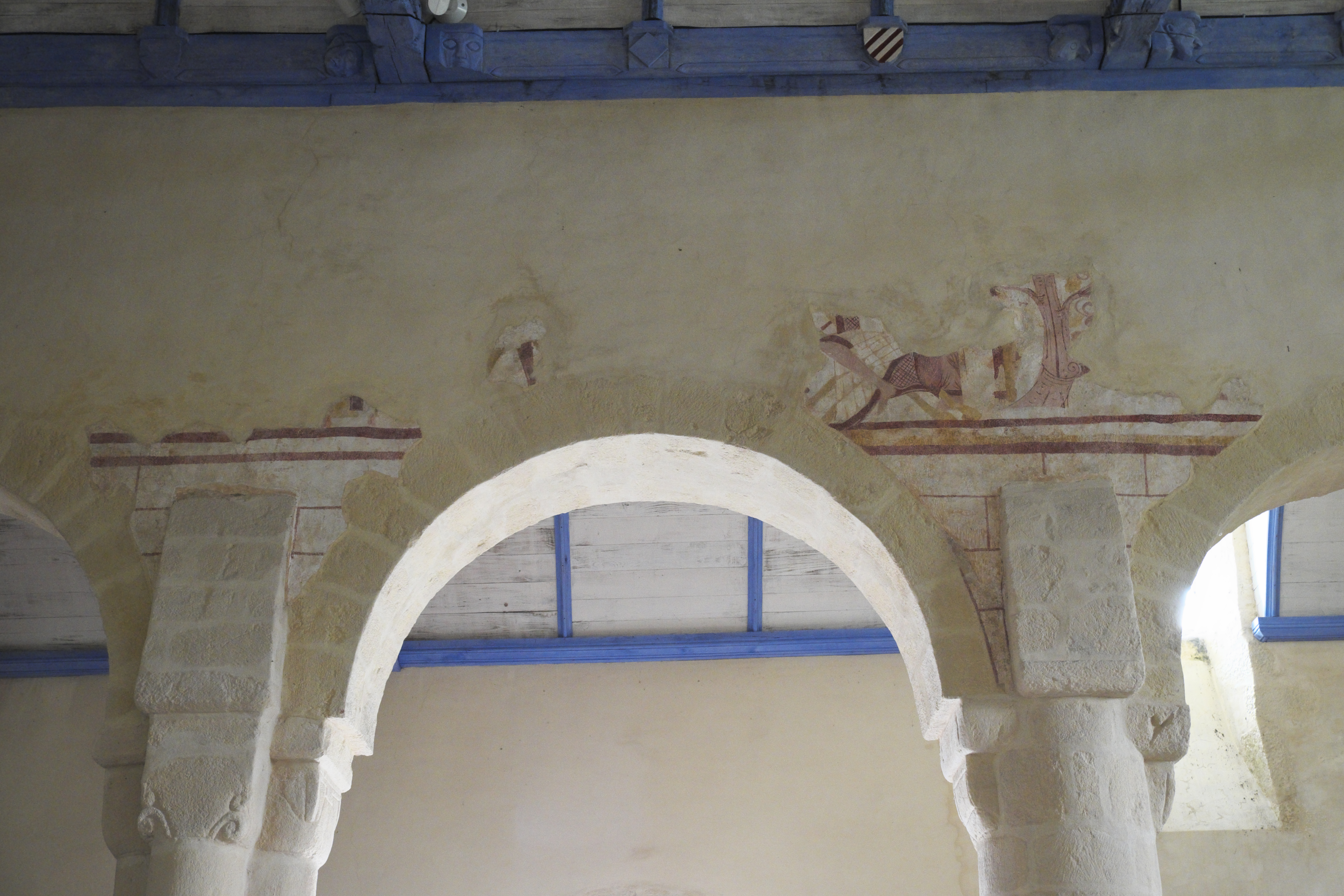
Peinture murale.
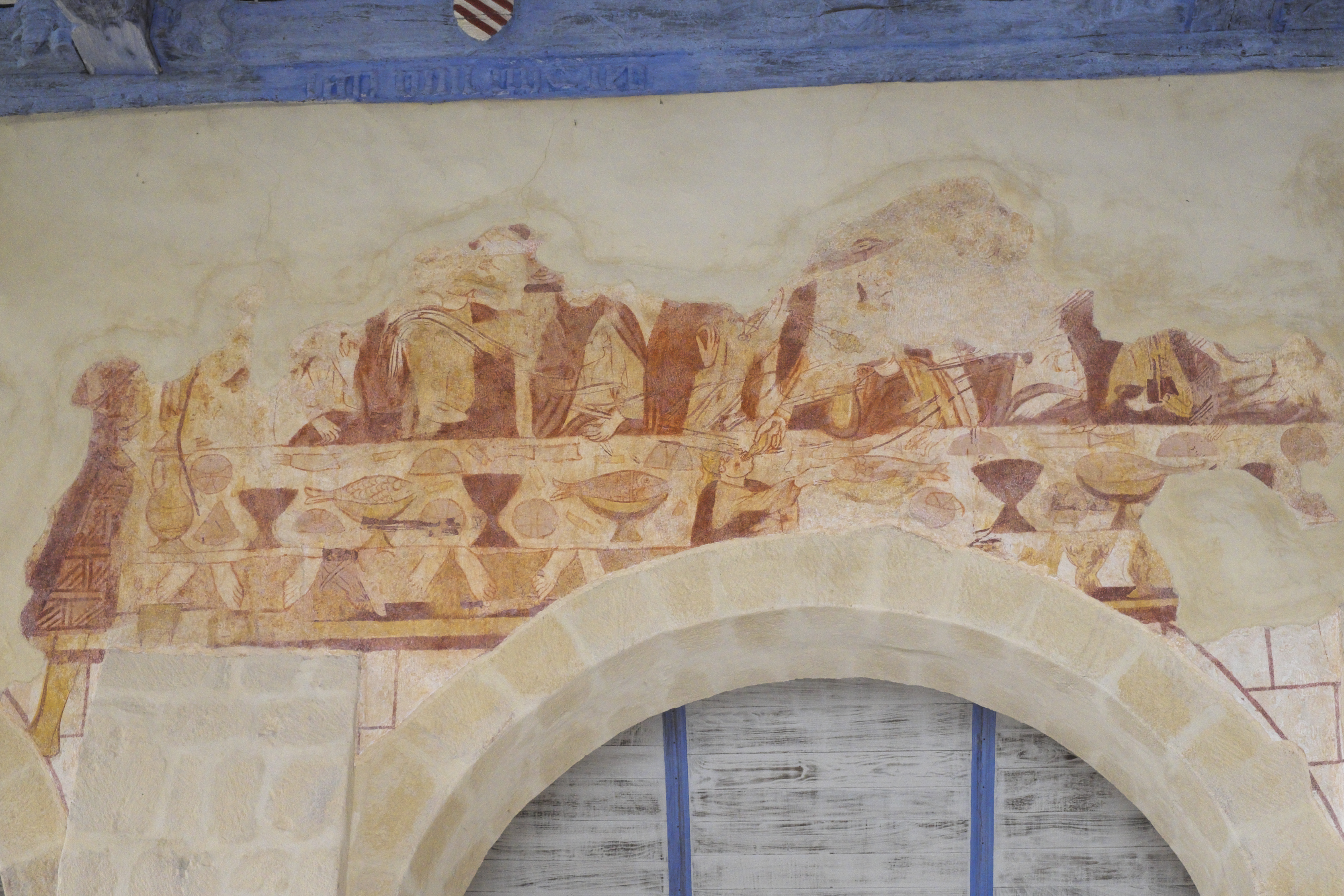
Peinture murale.